# Carex torgesiana
Carex torgesiana är en halvgräsart som beskrevs av Georg Kükenthal. Carex torgesiana ingår i släktet starrar, och familjen halvgräs. Inga underarter finns listade i Catalogue of Life.